# Chanisckali
Chanisckali (gruzínsky ხანისწყალი) je řeka ve střední Gruzii, kraj Imeretie. Protéká okresem Bagdati.

## Průběh toku
Pramení na svazích Meschetského hřbetu u Zekarského průsmyku na severním svahu Malého Kavkazu v nadmořské výšce 2 280 m. Protéká zalesněným údolím sevrním, potom severozápadním a znovu severním směrem, než dosáhne okresního města Bagdati. Severoseverovýchodně sestupuje do údolí řeky Rioni a 15 km od Bagdati se u města Varciche (gruzínsky ვარციხე) vlévá zleva do přehradní nádrže Varciche, kterou protéká řeka Rioni.
Údolím Chanisckali vedla horská silnice z Bagdati Zekarským průsmykem do Abastumani. Po výstavbě asfaltové silnice do Sairme v roce 2010 se horská silnice údolím Chanisckali přestala využívat a její průjezdnost končí v lázeňském středisku Zekari.

## Vodní stav
Zdroj vody je smíšený: sněhový, podzemní a dešťový. Na jaře a v létě dochází k záplavám, v zimě trpí nedostatkem vody.
Průměrný roční průtok je 22,8 m³/s na soutoku s Rioni.

## Využití
Používá se k zavlažování.